# Corrado Maggioni
Corrado Maggioni SMM (* 1956 in Brembate di Sopra, Provinz Bergamo) ist ein italienischer römisch-katholischer Ordensgeistlicher.

## Leben
Corrado Maggioni trat 1976 der Ordensgemeinschaft der Montfortaner bei und empfing am 20. März 1982 das Sakrament der Priesterweihe. Er wurde am Päpstlichen Athenaeum Sant’Anselmo in Rom im Fach Liturgiewissenschaft promoviert.
1990 wurde Corrado Maggioni Mitarbeiter der Kongregation für den Gottesdienst und die Sakramentenordnung und am 21. Mai 2007 Büroleiter. Daneben war er Leiter für die Liturgie des Zentralkomitees für das Jubeljahr 2000. Ferner lehrt er als Professor an der Päpstlichen Theologischen Fakultät Marianum und am Päpstlichen Athenaeum Sant’Anselmo. Am 26. September 2013 ernannte ihn Papst Franziskus zudem zum Konsultor des Amtes für die Liturgischen Feiern des Papstes. Papst Franziskus berief ihn am 5. November 2014 zum Untersekretär der Kongregation für den Gottesdienst und die Sakramentenordnung.
Am 13. September 2021 ernannte ihn Papst Franziskus zum Präsidenten des Päpstlichen Komitees für die Eucharistischen Weltkongresse.
Corrado Maggioni ist Mitglied der Internationalen Marianischen Päpstlichen Akademie.
Am 11. Juni 2022 wurde er zum Konsultor des Dikasteriums für den Gottesdienst und die Sakramentenordnung berufen.

## Schriften (Auswahl)
- Annuciazione storia, eucologia, teologia liturgica (= Subsidia. Band 56). Edizioni Liturgiche, Rom 1991, ISBN 88-85918-47-6.
- L’introduzione nella liturgia di lingue parlate da minoranze. Criteri, procedura, applicazione (= Reprint series. Band 19). Firenze 1996, OCLC 919741670.
- Maria nella Chiesa in preghiera. Solennità, feste e memorie mariane nell'anno liturgico (= Parola e liturgia. Band 23). San Paolo, Cinisello Balsamo 1997, ISBN 88-215-3488-X.
- La via mariana alla Porta santa (= Libri del giubileo. Testi di meditazione). San Paolo, Cinisello Balsamo 1999, ISBN 88-215-3998-9.
- Benedetto il frutto del tuo grembo. Due millenni di pietà mariana. Portalupi, Casale Monferrato 2000, ISBN 978-88-8441-003-0.
- mit Silvano Sirboni: Padre perdona. Celebrazioni penitenziali. Sussidio liturgico-pastorale per l'Anno Santo. Paoline, Cinisello Balsamo 2000, ISBN 88-215-4157-6.
- Pielgrzymi na modlitwie. Jubileusz Roku Świętego 2000. Muza SA, Warschau 2000, ISBN 83-7200-542-7.
- Ti contempliamo Gesù con il cuore di Maria. Edizioni Monfortane, Rom 2002, ISBN 88-87103-40-2.
- La piedad popular y la liturgia (= Cuadernos Phase. Band 134). Centre de Pastoral Litúrgica, Barcelona 2003, ISBN 84-7467-902-8.
- La chiesa di Maria. Regina dei cuori. Monfortane, Rom 2004, ISBN 88-87103-42-9.
- mit Bianca Gaudiano: Eucaristia. Il sigillo sul cuore della sposa (= Spiritualità del quotidiano). Edizioni Paoline, Mailand 2005, ISBN 88-315-2793-2.
- mit Bianca Gaudiano: La Eucaristía. Sello y presencia del amor de Dios (= Candil encendido. Band 15). Paulinas, Madrid 2006, ISBN 84-96567-12-5.
- mit Bianca Gaudiano: Il Vangelo di Maria (= Spiritualita mariana). Edizioni dell’Immacolata, Borgonuovo di Sasso Marconi 2007, ISBN 88-86369-74-3.
- ABC per conoscere Maria San Paolo, Cinisello Balsamo 2010, ISBN 978-88-215-6671-4.
  - Dariusz Chodyniecki (Übersetzer): Maryja Matka Jezusa (= ABC Katechezy). Wydawnictwo Jedność, Kielce 2011, ISBN 83-7660-208-X.